# 毕娄哈旧宅
36°3′38.2″N 120°19′25″E / 36.060611°N 120.32361°E
毕娄哈旧宅是位于中国山东省青岛市市南区太平路13号的一座住宅，建于1933年，曾为青岛市文化局办公楼，现为青岛市文物保护考古研究所，为青岛市文物保护单位。

## 历史
毕娄哈旧宅始建于1933年2月，1933年11月2日竣工，由德国籍建筑师毕娄哈（德語：Arthur Bialucha）设计，天太兴合记施工。毕娄哈曾在此居住，但据1946年的青岛德侨房地产统计，此楼并非为毕娄哈所有。该楼1961年改为青岛市文化局办公楼。约1990年代市文化局迁出，该楼与紧邻的太平路11号改为青岛市艺术研究所址。2012年11月6日，该建筑列入市南区未核定为文物保护单位的不可移动文物（一般不可移动文物）名录。2013年9月，青岛市艺术研究所改名为青岛市艺术研究院。2014年，青岛市艺术研究院在该楼内开设艺术文献展厅，12月29日开放。该建筑现为青岛市文物保护考古研究所、青岛市水下文化遗产保护中心。2023年8月10日，太平路11号与13号一同以“毕娄哈旧宅”之名列入第十一批青岛市文物保护单位。

## 建筑特色
毕娄哈旧宅地上三层，地下一层，钢筋混凝土结构。正立面临街，可观海，受地块限制面宽不大，因此平面处理为前后错位的布局。正立面每层各开三扇窗户，窗上方作遮檐与横向线条装饰。建筑整体呈现代主义风格，具有简洁轻松的现代感。